# Coppa Intercontinentale 2002 (calcio)
La Coppa Intercontinentale 2002 è stata la quarantunesima edizione del trofeo riservato alle squadre vincitrici della UEFA Champions League e della Coppa Libertadores.

## Avvenimenti
Il Real Madrid torna a giocarsi la Coppa Intercontinentale dopo due anni, questa volta l'avversario è il club paraguaiano dell'Olimpia Asunción. Dopo 22 anni cambia la sede della Coppa: dallo Stadio Olimpico di Tokyo ci si sposta all'International Stadium di Yokohama, realizzato in occasione del Mondiale. Al 14° del primo tempo, Raúl lascia scorrere un passaggio filtrante di Roberto Carlos: a centro area, il pallone viene raccolto da Ronaldo che infila Tavarelli. Dopo non essere riusciti a concretizzare alcune occasioni, gli spagnoli chiudono la partita con Guti che di testa sfrutta un assist di Figo. Il Real Madrid festeggia il suo centenario laureandosi campione del mondo per la terza volta.
Nel 2017, la FIFA ha equiparato i titoli della Coppa del mondo per club e della Coppa Intercontinentale, riconoscendo a posteriori anche i vincitori dell'Intercontinentale come detentori del titolo ufficiale di "campione del mondo FIFA", inizialmente attribuito soltanto ai vincitori della Coppa del mondo per club.

## Tabellino
| Arbitro: | Carlos Simon |

|                      |           |  |
| Ronaldo 14’ Guti 84’ | Marcatori |  |

| Real Madrid | Olimpia |

| Real Madrid        |    |                     |                  |     |
|                    |    |                     |                  |     |
| P                  | 1  | Iker Casillas       |                  |     |
| D                  | 2  | Míchel Salgado      |                  |     |
| D                  | 4  | Fernando Hierro (C) |                  |     |
| D                  | 6  | Iván Helguera       |                  |     |
| D                  | 3  | Roberto Carlos      |                  |     |
| C                  | 24 | Claude Makélélé     |                  |     |
| C                  | 18 | Esteban Cambiasso   |                  | 90' |
| C                  | 10 | Luís Figo           |                  |     |
| C                  | 5  | Zinédine Zidane     |                  | 86' |
| A                  | 7  | Raúl                |                  |     |
| A                  | 11 | Ronaldo             | Man of the match | 82' |
| Sostituzioni:      |    |                     |                  |     |
| A                  | 14 | Guti                |                  | 82' |
| A                  | 21 | Santiago Solari     |                  | 86' |
| D                  | 22 | Francisco Pavón     |                  | 90' |
| Allenatore:        |    |                     |                  |     |
| Vicente del Bosque |    |                     |                  |     |

| Olimpia       |    |                        |  |     |
|               |    |                        |  |     |
| P             | 1  | Ricardo Tavarelli      |  |     |
| D             | 2  | Néstor Isasi           |  |     |
| D             | 3  | Nelson Zelaya          |  |     |
| D             | 15 | Pedro Juan Benítez     |  |     |
| D             | 4  | Juan Ramón Jara        |  |     |
| C             | 5  | Julio César Cáceres    |  |     |
| C             | 6  | Julio César Enciso (C) |  |     |
| C             | 11 | Gastón Córdoba         |  | 65' |
| C             | 10 | Sergio Órteman         |  |     |
| A             | 8  | Hernán Rodrigo López   |  |     |
| A             | 9  | Miguel Ángel Benítez   |  | 81' |
| Sostituzioni: |    |                        |  |     |
| A             | 7  | Richart Báez           |  | 65' |
| A             | 17 | Mauro Caballero        |  | 81' |
| Allenatore:   |    |                        |  |     |
| Nery Pumpido  |    |                        |  |     |